# 五常镇
五常镇是中国黑龙江省哈尔滨市五常市下辖的一个镇，位于吉林黑龙江两省交界处。

## 行政区划
现辖：
诚信区第一社区、诚信区第二社区、循礼区第一社区、循礼区第二社区、尚义区第一社区、尚义区第二社区、启智区第一社区、启智区第二社区、崇仁区第一社区、崇仁区第二社区、莲花村、万宝山村、桦树村、镇西村、西郊村、杏花村、金山村、新兴村、远景村和五常镇太平桥村。